# Stad (Sverige)
 For alternative betydninger, se Stad (flertydig). (Se også artikler, som begynder med Stad)
En stad var i Sverige før kommunalreformen i 1971 de bykommuner, som havde opnået stadsprivilegium, til forskel fra landkommunerne og köpingerne. Det svenske stad svarer omtrent til det danske købstad.
Ved kommunalreformen i 1971 indførte man et "ensartet kommunebegreb", da de fleste kommuner omfattede både landsbyer og tættere bebyggede områder, samt fordi der ikke længere var nogen juridisk forskel på kommunerne. Stadsprivilegierne var successivt blevet udhulet siden næringsfrihedens indførelse i midten af 1800-tallet. De stæder, der var opstået i 1900-tallet, havde heller ikke fået egen jurisdiktion, men hørte under herredsretten.
Især i 1960'erne gennemførtes desuden en række reformer, som bidrog til yderligere at mindske de administrative forskelle mellem stæder og landsbyer. I 1967 indførtes en for hele Sverige gældende ensartet fogderiinddeling under statslig myndighed (huvudmannaskap); tidligere havde visse stæder haft egen skatteopkrævning (uppbördsverk). Politivæsenet blev statsliggjort i 1965 samtidig med at magistraterne blev afviklet, og i 1971 afskaffedes stædernes rådhusretter og blev erstattet af tingsretter. Slutteligt blev i 1971 også afskaffet de sidste små forskelle mellem stæder og andre kommuner, blandt andre forskellige navne på byråd og kommunalbestyrelser.
I almindelig sprogbrug i Sverige, anvendes ordet "stad" nu almindeligvis om større byer, samt om mindre byer som tidligere har været hovedbyer i stadskommuner. I Sveriges nationalatlas anses byer med flere end 10.000 indbyggere for at være stæder. Ordet "stad" er normalt et ikke-administrativt begreb, knyttet til byen og ikke kommunen. Nogle kommuner anvender dog benævnelsen om hele deres område, inklusive landområder, men det er ikke en officiel juridisk definition.
Følgende svenske kommuner har siden midten af 1980'erne benævnt sig selv om "stad" i visse sammenhænge.
- Borås
- Göteborg
- Haparanda
- Helsingborg
- Landskrona
- Lidingö
- Malmö
- Mölndal
- Solna
- Stockholm
- Sundbyberg
- Trollhättan
- Vaxholm
- Västerås